# 秋吉健吾
音羽　健志（おとは けんし）は、日本を拠点にフリーランスでモデルとして活動をしている。

## 人物
趣味は、アニメ及び映画鑑賞。特技はピアノの演奏。
日本と中国をルーツに持つクォーターである。日本語、中国語のネイティブスピーカーであり、英語も話す。
中国国籍を保持しており、
生まれは日本、小学5年生から高校3年生までを山東省青島市に過ごしていた。

## 出演

### テレビ
- テレビで中国語（2019年度〜2020年度、Eテレ） - ネイティブゲスト - 毎週火曜日23：30～23：55（再放送 毎週木曜日6:00～6:25）

### 映画
- ショートケーキ&リップ（短編映画） - 主演

### CM
- Honda 「Honda EveryGo」WEBスペシャルムービー
- 東放学園映画専門学校　卒業制作CM

### モデル
- サンリオピューロランド
- 雪印メグミルク「たべる雪印コーヒー」
- OUTDOOR PRODUCTS WEB広告モデル

### その他
- アベンヌアンバサダー
- 天月-あまつき-『プレゼント』ミュージックビデオ
- あれくん『SUN』ミュージックビデオ